# Jožka
Jožka je žensko osebno ime.

## Izvor imena
Ime Jožka je različica ženskega osebnega imena Jožefa.

## Pogostost imena
Po podatkih Statističnega urada Republike Slovenije je bilo na dan 31. decembra 2007 v Sloveniji število ženskih oseb z imenom Jožka: 22.

## Osebni praznik
Osebe z imenom Jožka lahko godujejo takrat kot osebe z imenom Jožefa.